# Authieule
Authieule – miejscowość i gmina we Francji, w regionie Hauts-de-France, w departamencie Somma.
Według danych na rok 2011 gminę zamieszkiwało 365 osób, a gęstość zaludnienia wynosiła 80 osób/km² (wśród 2293 gmin Pikardii Authieule plasuje się na 681. miejscu pod względem liczby ludności, natomiast pod względem powierzchni na miejscu 917.).